# Stanetinci, Sveti Jurij ob Ščavnici
Stanetinci so naselje v Občini Sveti Jurij ob Ščavnici.

## Izvor krajevnega imena
Krajevno ime Stanetinci se je podobno kot Stahovica razvilo iz hipokoristika slovanskega imena Staníslavъ. Enakega izvora je tudi krajevno ime Stanetinci, Cerkvenjak. 
V arhivskih listinah se kraj prvič omenja leta 1265-1267 kot Stanecendorf, okoli leta 1500 pa Stonatinzeperg in Stainatinzeperg. 